# Petar Merčep
Petar Merčep, hrvatski književnik i publicist i čuvar zavičajne baštine. Vrsni je poznavatelj brojnih lokaliteta u Katunima. Jedan od inicijatora zaštite osamsto godina starog hrasta medunca na lokalitetu Trnovcu na Katunima Brdu, koji je prije sredinom 2000-ih ustanova za zaštitu prirode proglasila prirodnim spomenikom zajedno s još tri hrasta koji se nalaze na istom lokalitetu u krugu svega dvjestotinjak četvornih metara. Zabilježio je zbirku anegdota iz svog kraja u knjizi Prpušalije. Sadrži 101 anegdotu i šaljivom priču. U romanu Max bavi se temama Križnog puta 1945. i udbaških progona hrvatskih domoljuba. Sastavio ga je slijedom priča svog oca koji je preživio križni put, te još nekih ljudi koji su preživjeli iste torture. Priče je saslušao i usporedio s očevim, fragmente je uobličio u jednu književnu formu u kojoj su opisani stvarni likovi i stvarni događaji. Roman Glagoljaš romansirani je životopis zaslužnog svećenika, radobiljskog župnika don Vida Kovačevića. Kao i Max, sastavljen na osnovi stvarnih događaja i osoba. Kolumnist portala Hrvatsko nebo.

## Djela
- Prpušalije (ilustrirao Milan Vukušić), zbirka istinih anegdota iz radobiljskog kraja, 2014.

- Max, roman, 2017.

- Glagoljaš (ur. Snježana Šetka), roman, 2019.

## Vanjske poveznice
- Petar Merčep: Max, Crljivica

- Petar Merčep: Prpušalije. Promocija knjige., Crljivica